# Руйнування Содому і Гоморри
«Руйнування Содому і Гоморри» — картина англійського художника Джона Мартіна 1852 року.
На картині Джона Мартіна зображена біблійна історія про знищення двох міст Содому і Гоморри, що стало Божим покаранням за аморальну поведінку людей. Після руйнування були врятовані лише Лот і його доньки, дружина Лота не послухалася Божої вказівки не озиратися назад і була перетворена на соляний стовп. Вогненний червоний колір характерний для драматичних сцен руйнування Джона Мартіна.

## Опис
Розмір картини 136,3 х 212,3 см. Знаходиться в колекції художньої галереї Laing Art Gallery в Ньюкасл-апон-Тайні.